# 第1集团军 (普法战争)
第1集团军（德語：1. Armee）是1870/71年普法战争中的一支大型部队，战争初期在洛林作战，后来转移到法国北部的新战区。

## 历史
普奥战争和北德意志联邦成立后，俾斯麦与剩余的德国南部各州缔结了保护性和防御性联盟，规定在发生外国冲突时采取联合行动。由于埃姆斯电报（1870年7月13日）和随后的法国宣战，武装冲突变得不可避免。当德国第3集团军从南线突入阿尔萨斯时，第1集团军向卢森堡以南的摩泽尔河进军，第2集团军紧随其后。第1集团军总司令为卡尔·弗里德里希·冯·施泰因梅茨步兵上将，奥斯卡·冯·斯珀林少将担任总参谋长。第1集团军抵达后，军队人数为75,000人，骑兵9,500人，火炮288门；战争初期其总部设在科布伦茨。

## 编成
第7军：海因里希·阿道夫·冯·扎斯特罗步兵上将
- 第13步兵师：阿道夫·冯·格吕默中将
- 第14步兵师：格奥尔格·冯·卡梅克中将

第8军：奥古斯特·冯·戈本步兵上将
- 第15步兵师：路德维希·冯·韦尔钦中将
- 第16步兵师：阿尔伯特·冯·巴内科中将
- 第3骑兵师：格奥尔格·冯·德·格罗本中将

第1军：埃德温·冯·曼托菲尔骑兵上将
- 第1步兵师：格奥尔格·斐迪南·冯·本特海姆中将
- 第2步兵师：古斯塔夫·冯·普里策尔维茨中将
- 第1骑兵师：朱利叶斯·冯·哈特曼中将

第1集团军总兵力：75个营、64个中队、45个连